# Costică Dafinoiu
Costică Dafinoiu (n. 6 februarie 1954, Viziru, Brăila, România – d. 8 iunie 2022) a fost un pugilist român, laureat cu bronz la Montreal 1976.
Era antrenor la clubul sportiv municipal Brăila. Din 2019 a devenit cetățean de onoare al orașului Brăila.

## Distincții
- Ordinul „Meritul Sportiv” clasa a III-a (18 august 1976) „pentru rezultatele deosebite obținute la Jocurile olimpice de vară de la Montreal – 1976, precum și pentru contribuția adusă la dezvoltarea activității sportive și la creșterea prestigiului sportului românesc pe plan internațional”[5]